# Geoportál
Geoportál je druh webového portálu, který slouží k přístupu k prostorovým informacím a ke službám dovolujícím jejich zobrazení, úpravy, analýzy apod. To vše prostřednictvím Internetu. Geoportály jsou důležité pro efektivní použití geografických informačních systémů klíčovým prvkem infrastruktury prostorových dat (anglicky Spatial Data Infrastructure, SDI)
Geoportály jsou používány různými organizacemi pro publikaci popisu (metadat) jejich prostorových dat. Uživatelé potom geoportál používají pro vyhledání a přístupu k informacím, které potřebují. Geoportály hrají důležitou roli při sdílení prostorových informací a mohou zamezit duplicitám při záměrech, nekonzistenci dat, zpožděním, zmatkům a promarněným prostředkům.
Geoportály jsou v Evropské unii jednou z realizací direktivy INSPIRE, protože slouží k jednoduchému a centralizovanému přístupu k prostorové infrastruktuře.
Geoportály firmy využívají ve svých mapových aplikacích. Uživatelé (převážně obce) pak mohou jednoduše spravovat majetek, vedou dokumentaci a řídí procesy přes tuto aplikaci. Firem, které vytváří aplikace s využitím geoportálů, je na trhu více. Jednou z těchto aplikací je např. GisOnline. 